# Ewa Polińska-Mackiewicz
Ewa Polińska-Mackiewicz (ur. 1947 w Łodzi) – polska poetka, socjolog i teoretyk muzyki.

## Życiorys
Urodziła się w Łodzi. Z wykształcenia jest socjologiem i teoretykiem muzyki. Przez wiele lat zajmowała się krytyką muzyczną i publicystyką kulturalną. Jest wykładowcą Akademii Sztuk Pięknych im. Władysława Strzemińskiego w Łodzi. Od 2002 jest prezesem Sopockiego Klubu Pisarzy i Przyjaciół Książki im. Jerzego Tomaszkiewicza BRODWINO. Mieszka w Sopocie.
Jest członkiem zarządu do spraw kultury Gminy Wyznaniowej Żydowskiej w Gdańsku.

## Twórczość
Ewa Polińska-Mackiewicz wydała następujące zbiory poezji:
- 1994: Boję się ciemności, Wyznam
- 1997: Co piątek zapalam świece
- 2002: I zapłakał Bóg
- 2009: Listy

Od 2002 współtworzy publikowaną corocznie Antologię poetów i pisarzy Sopotu. Jest także autorką tłumaczeń literackich, m.in. dla Teatru Atelier w Sopocie.